# Doğanlı, Yüksekova
Doğanlı là một xã thuộc huyện Yüksekova, tỉnh Hakkâri, Thổ Nhĩ Kỳ.